# Tatanki och Nissinlampi
Tatanki och Nissinlampi eller Tatankijärvi är en sjö i Finland. Den ligger i kommunen Kuusamo i landskapet Norra Österbotten, i den nordöstra delen av landet, 700 km norr om huvudstaden Helsingfors. Tatankijärvi ligger 256,8 meter över havet. Arean är 42,7 hektar och strandlinjen är 5,67 kilometer lång. Sjön  ingår i Kems huvudavrinningsområde. 